# Bibi Gaytán
Bibi Gaytán (Tapachula, 27 de janeiro de 1972) é uma atriz e cantora mexicana. Três de seus quatro irmãos estão na indústria do entretenimento: o músico Chacho Gaytán, o ator Alejandro Gaytán, e o cantor Mano Gaytán. Seu marido é o ator Eduardo Capetillo. Criada no estado de Tabasco, Bibi Gaytán se tornou famosa ao público mexicano em 1989, quando ela se juntou ao grupo musical Timbiriche.

## Biografia
Em 1991, Bibi fez testes para a telenovela da Televisa, Alcanzar una estrella II, coestrelada por Sasha Sokol, Ricky Martin, Erik Rubín, Angélica Rivera, Pedro Fernández, entre outros cantores, como parte de um grupo musical chamado, "Muñecos de Papel". Sua canção, "Tan Sólo Una Mujer", foi uma das mais populares.
No início de 1992, foi atuou no filme que se tornou a bilheteria do ano, "Más Que Alcanzar Una Estrella". Nesse mesmo ano, atuou na telenovela Baila conmigo, juntamente com a cantora e atriz Paulina Rubio, onde ela conheceu Eduardo Capetillo, que acabaria por virar seu marido.
Em dezembro de 1992, lançou seu primeiro álbum solo, "Mucha Mujer Para Ti". Este álbum incluía os singles, "Y Se Diciendo Marcha Perdon", "No Me Importa", "Mucha Mujer Para Ti", e "Rock Café". Em 1993, ela estrelou a telenovela "Dos Mujeres Un Camino", juntamente a Erik Estrada. A telenovela tornou-se uma das mais vistas no período noturnos de drama de 1993 e 1994.
Em 25 de junho de 1994, Bibi se casou com Eduardo Capetillo, com quem tem cinco filhos. Alguns anos mais tarde, em 1998, ambos foram protagonistas na telenovela Camila. Bibi também esteve no horário nobre de domingo com o programa "El mostrar a los sueños", como jurada, no El Canal de las Estrellas da Televisa. No final de 2008, em setembro ela saiu do júri de "El mostrar a los sueños", para retornar atuando na telenovela "Em nome do amor" com seu marido Eduardo com uma participação especial no início da história, onde contracenou com Allison Lozano, Sebastián Zurita, Leticia Calderón, Victoria Ruffo, Laura Flores, Alfredo Adame e Arturo Peniche.

## Telenovelas
- Corações Feridos (2019) como Florencia Insunza de Mendoza
- En nombre del amor  (2008) como Sagrario Díaz de Espinoza de los Monteros
- Camila  (1998) como Camila Flores
- Dos mujeres, un camino  (1993) como Tania Garcia Peréz
- Baila conmigo  (1992) como Pilar
- Alcanzar una estrella II  (1991) como Marimar
- Alcanzar una estrella   (1990) como Marimar

## Discografia
- Manzana Verde   (1994)
- Mucha Mujer Para Ti  (1992)

## Participações musicais
- Ellas Cantan A Cri Cri - (Di Por Que - Bibi Gaytan)  (1999)
- Baila Conmigo (Album) - (Olvidame - Bibi Gaytan) (El Primer Adios - Bibi Gaytan)
- Mas Que Alcanzar Una Estrella (Album) - (Sha La La y Apertura - Bibi Gaytan, Ricky Martin, Alex Ibarra, Lorena Rojas) y (Piel Dorada - Bibi Gaytan)  (1992)
- Muñecos de Papel (Album) - (Muñecos de Papel - Muñecos de Papel) (1991)
- Alcanzar una estrella II (Album) - (Tan Solo Una Mujer - Bibi Gaytan) (Solo Quiero Que Me Vuelvas A Querer - Bibi Gaytan) (Fijate En Mi - Bibi Gaytan) (No Quiero Dejar De Brillar - Muñecos De Papel)  (1991)
- Timbiriche (Como Te Dire - Bibi Gaytan)  (1990)